# La grande inondazione
La grande inondazione è un racconto che appartiene alle leggende aborigene australiane.

## Trama
Anticamente la terra era abitata dai Nurrumbunguttia, ossia uomini e donne spirito e, fino alla creazione del Sole per mano dell'uccello Pupperrimbul, restò al buio e al freddo. I Nurrumbunguttia furono gli scopritori del fuoco e costruirono la Via Lattea. Un giorno vi fu il diluvio universale che coprì d'acqua tutta la terra, comprese le vette dei monti impedendo in tal modo ai Nurrumbunguttia di vivere. La maggior parte annegò, mentre altri furono catapultati da una tromba d'aria in cielo, dove si trasformarono in stelle divenendo divinità del cielo, come ad esempio Pund-jil. Quando le acque iniziarono a ritirarsi, ricomparve la vita e i due figli di Pund-jil furono il primo uomo e la prima donna a popolare la terra, dando così inizio alla specie umana. Però gli spiriti dei Nurrumbunguttia sopravvivono ancora ed è per colpa loro se accadono calamità e sciagure. Inoltre un altro diluvio potrebbe scoppiare se venisse ucciso un Pupperrimbul.